# Max Grüter
Max Grüter (* 3. Juli 1955 in Adliswil) ist ein Schweizer Künstler.

## Leben
Grüter wuchs in Horgen auf. 1971 besuchte er den künstlerischen Vorkurs an der Kunstgewerbeschule Zürich und liess sich zwischen 1972 und 1976 zum Grafiker ausbilden. Anschliessend arbeitete er als Illustrator für diverse Zürcher Tageszeitungen und wandte sich anderen Techniken wie Performance, Druckgrafik, Skulptur, Malerei, Zeichnung, Fotografie und der Computer Art zu. Im Laufe der Zeit entwickelte er eine eigene künstlerische Bildsprache.
Seit 1991 beschäftigt sich Grüter mit der „Kunst am Heft“. Von 1991 bis 2016 war er zusammen mit Patrick Rohner für die Gestaltung des Titelblatt-Motivs und die künstlerische Begleitung des NZZ Folio, einer Publikation der Neuen Zürcher Zeitung, zuständig. 1995 begann er sich 3D-Computerprogrammen zu widmen, die er autodidaktisch erlernte. Seit 1988 zeigte er seine Arbeiten regelmässig an Einzelausstellungen und beteiligte sich national und international an Gruppenausstellungen. 2004 erhielt er den Studien- und Werkbeitrag des Kantons Zürich.
Max Grüter lebt und arbeitet in Zürich.

## Werk
Zur Umschreibung seines künstlerischen Anliegens erfand Max Grüter im Jahre 1995 den Begriff „Freidimensional“. Er wurde zum Markenzeichen des Künstlers und weist auf die Offenheit seiner Werke hin: in Bezug auf die Arbeitstechnik, die Thematik und die Präsentation. In den 1980er- und Anfang der 1990er-Jahre schuf Max Grüter figurative Acrylgemälde, Bronzeplastiken, die mit Holz-, Gummi- oder Betonelementen versetzt wurden, und mit Epoxidharz überzogene Styroporskulpturen. Ab 1999 nimmt die Bedeutung digitaler Gestaltungsmittel in Max Grüters Werk zu. Mit der Bildbearbeitung, Computeranimation und 3D-Modellierung und mittels Rapid Prototyping bedient sich der Künstler digitaler Entwurfs- und Herstellungsprozessen.

### Werkzyklen
Seit den 1990er-Jahren arbeitet Max Grüter an umfassenden motivischen Werkzyklen. Die Werkzyklen übergreifend, schuf Grüter im Laufe der Jahre einen Fundus an Elementen, Motiven und Prototypen, die abgeändert in späteren Werkzyklen wiederauftauchen. Eines der zentralen Experimentierfelder Max Grüters ist die Raumfahrt. Die früheste Arbeit zu diesem Thema stellt eine Zeichnung aus den frühen 1980er-Jahren dar. Mit dem Projekt „My Private Space Program“ schaffte der Künstler mit computeranimierten Astronauten, dreidimensional modellierten Weltraumfahrern, im Gitterrasterverfahren hergestellte Kosmonauten-Szenerien, handmodellierten Dübel-Raketen-Plastiken oder Digitalfotos in Leuchtkästen sein privates Weltraumprogramm. Für die Kulturzeitschrift Lettre International gestaltete Max Grüter in der Winterausgabe 2003/04 einen Künstlerbeitrag: Über mehrere Seiten präsentiert er mit Computer geschaffene Bilder und vermittelt seine eigene Vorstellung einer Weltraumdisco. Max Grüters Astronauten weisen oftmals die Gesichtszüge des Künstlers auf und stellen Selbstporträts dar.

### Serielle Produktion
Ab 1993 liess Max Grüter Modellbaukästen in Bronze giessen, seit 1997 stellt er solche seriell aus Kunststoff her. In Anlehnung an Modellspielzeug-Kits konstruiert Max Grüter Bausätze für Goldbarren, Obstschalen, Meerschweinchen oder ganze Familien. Sie suggerieren den Kunstkonsumenten die Möglichkeit, schöpferisch tätig zu sein und vorfabrizierte Einzelteile nach Plan des Künstlers zusammenzusetzen. Ab dieser Zeit nimmt die serielle Kunstproduktion in Max Grüters Werk eine immer grössere Bedeutung ein – sei es bei der Produktion skulpturaler Multiples, digitalen Prints oder Computeranimationen auf DVD. In der Auseinandersetzung mit den industriellen Herstellungsmethoden geht der Künstler so weit, dass er bei der Produktion seiner Kunstwerke schon bewusst einzelne Prozesse zum Beispiel nach China ausgelagert hat. Eine wichtige seriell angelegte Arbeit Grüters sind die «Erdtaucher»: aus Beton gegossene Büsten, die als Einzelfigur oder in einer Gruppe aus dem Untergrund auftauchen und einen ortsspezifischen Dialog eröffnen.

### Performativer Ansatz
Max Grüter schafft immer wieder Werke, bei denen der Kunstkonsument in die Kunstproduktion einbezogen wird. Ein Beispiel einer derartigen performativen Geschichte, bei der der Kunstkonsument das Kunstwerk mit Anweisungen des Künstlers selbst zur Vollendung bringt, ist das Werk „Bioplot“ von 2007. Der Betrachter übernimmt die Rolle des Druckers und reproduziert eine Zeichnung des Künstlers, die auf einen Bildträger projiziert wird. Weiter schafft Max Grüter seit 1997 mit seiner „Kunst im Eigenbau“ Anleitungen zur Herstellung von Christbaumschmuck oder als Osterhasenversteckvorschläge. Oder er macht Anleitungen zur Herstellung einer Schablone, mit der der Schriftzug „Künstlerdruckbruch“ an eine Wand gesprayt werden kann oder für ein Schild mit dem Schriftzug „Achtung Figurativ“, das nach Anleitung hergestellt und als Markierung an figurativ kontaminierte Objekte oder Situationen angebracht werden kann. Einzelne Anleitungen für die „Kunst im Eigenbau“ stehen auf der Website des Künstlers frei zur Verfügung. Unter dem Werktitel „Künstlerstrich“ verkaufte Max Grüter 2006 an einem Marktstand seinen vorproduzierten Zeichenstrich am Laufmeter. Der Käufer konnte mit dem erworbenen Strich nach seinen persönlichen Bedürfnissen das Kunstwerk vollenden, für das Max Grüter die volle Verantwortung übernimmt. 2003 kreiert Max Grüter mit dem Kunstwerk „Crashtest für Lieblingsgegenstände“ eine Maschine mit der Funktion, Lieblingsstücke der Kunstbetrachtenden zu zerstören. Die liebsten Gegenstände werden auf einen Stahlschlitten gespannt und dann beobachtet, wie sie mit grosser Beschleunigung an einer Aufprallplatte aufschlagen und kaputtgehen.

### Downloadable Sculptures
Seit 2003 stellt Max Grüter mit dem Computer eigens geschaffene 3D-Skulpturen auf die Internetplattform „3D Warehouse“. Dies ist ein frei zugänglicher 3D-Datenpool. Alle Datenbank-Nutzer können auf der Seite 3D-Skulpturen frei zur Verfügung stellen – aber auch andere frei herunterladen und mit Verweis auf den Urheber weiterverwenden. Vordergründig sind Objekte wie Schiffe, Autos, Flugzeuge, Gebäude usw. anzutreffen. Menschliche Darstellungen fehlen oftmals oder sie sind im Vergleich zu den Objekten rudimentärer geformt. Diesen Sachverhalt aufnehmend, konzipierte Max Grüter ebendiese fehlenden menschlichen Gestalten und stellt sie im Internet zur Verfügung. Bei jeder Weiterverwendung einer 3D-Skulptur handelt es sich um eine Art künstlerische Intervention. Die „Kunst am Netz“ Aktion ersucht neue Schauplätze zu ergründen. Der Ausgang des Experiments ist nicht absehbar. Auch tragen einige der Skulpturen die Züge des Künstlers, was ihm die Möglichkeit gibt, im Internet selbst performativ aufzutreten.

## Ausstellungen und Werke im öffentlichen Raum

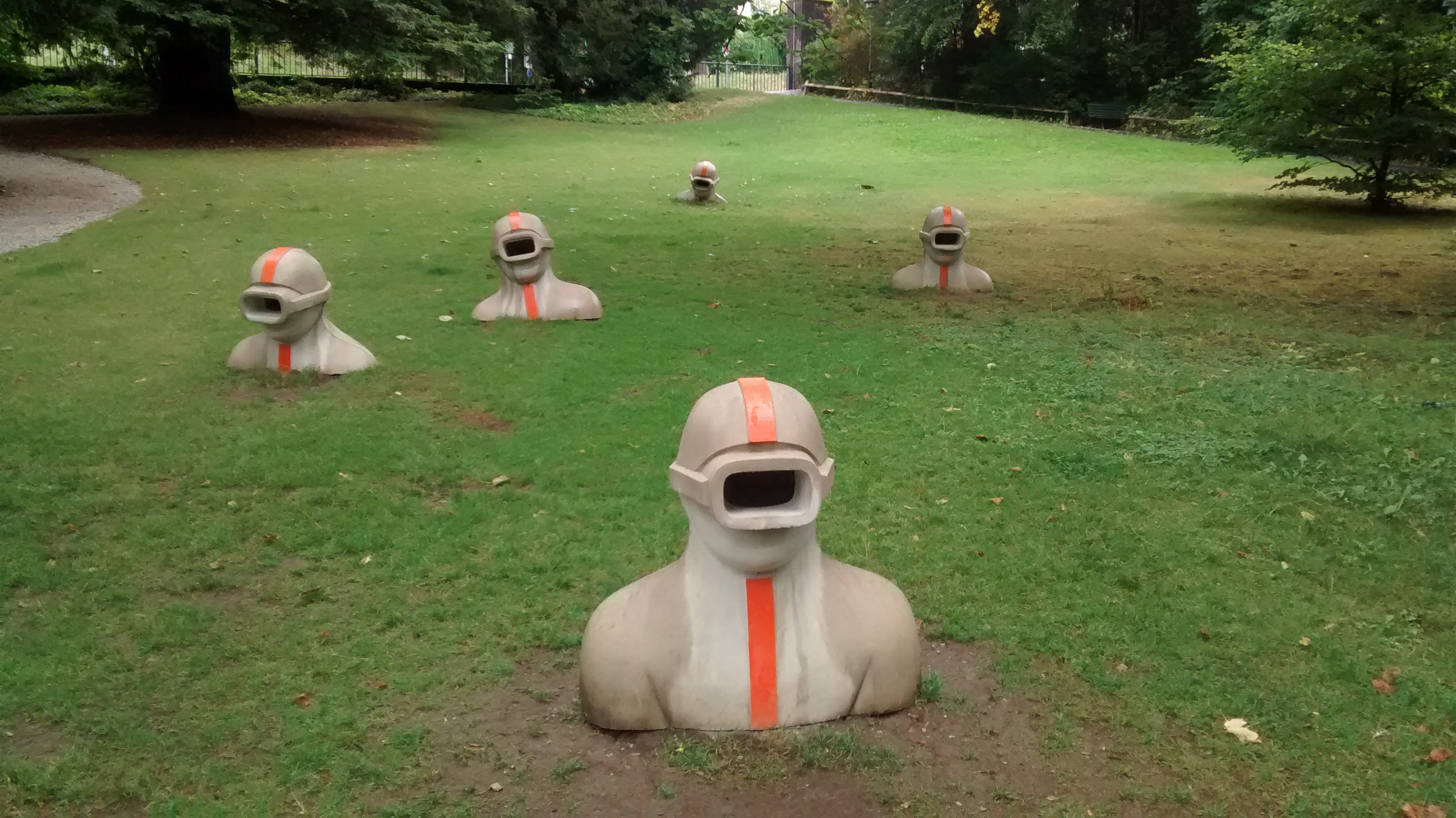
Erdtaucher von Max Grüter im Parc de Mon-Repos in Lausanne (2015)

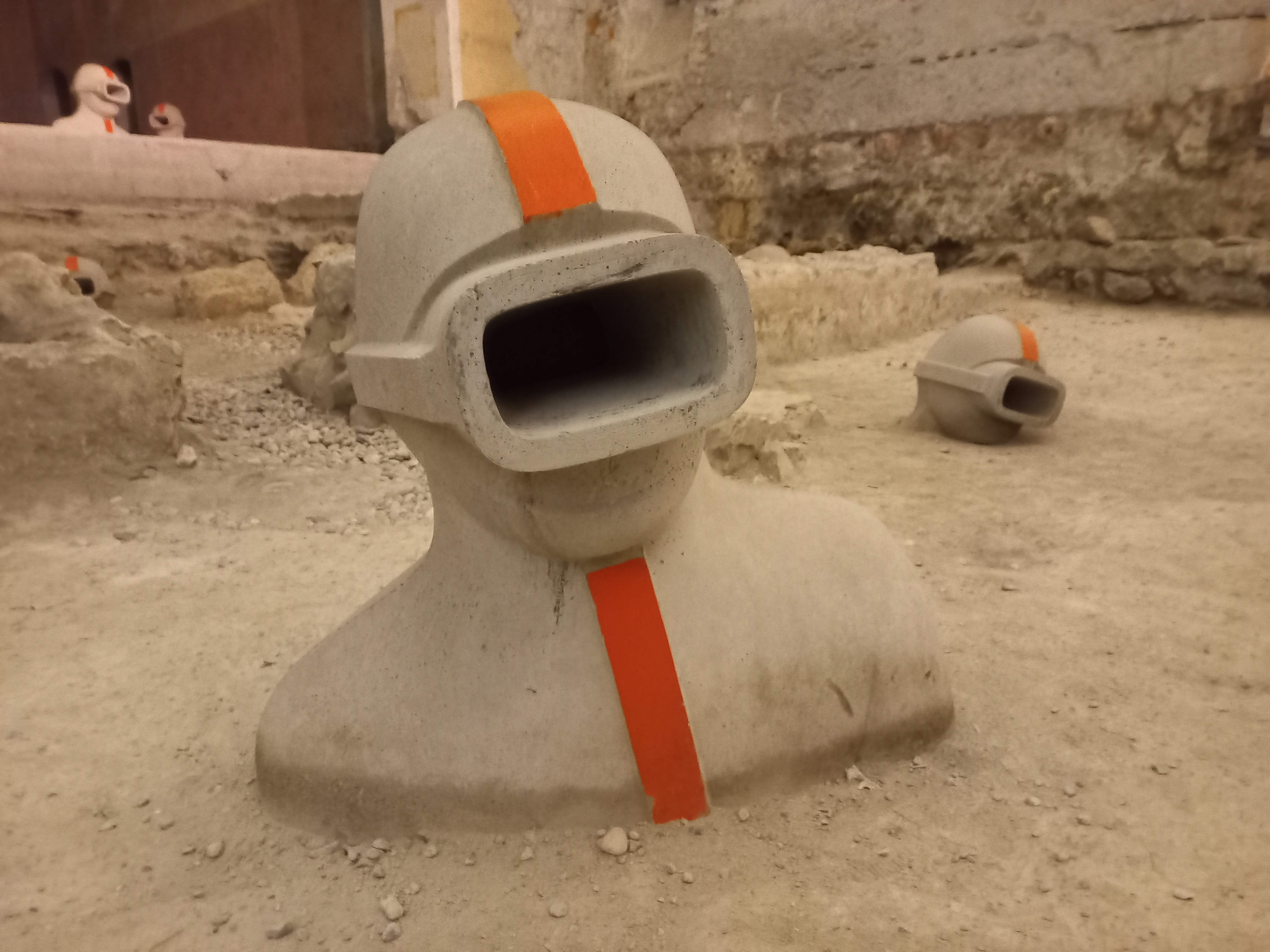
Erdtaucher von Max Grüter in der Johanniterkirche in Feldkirch, Vorarlberg, Österreich im Dezember 2021

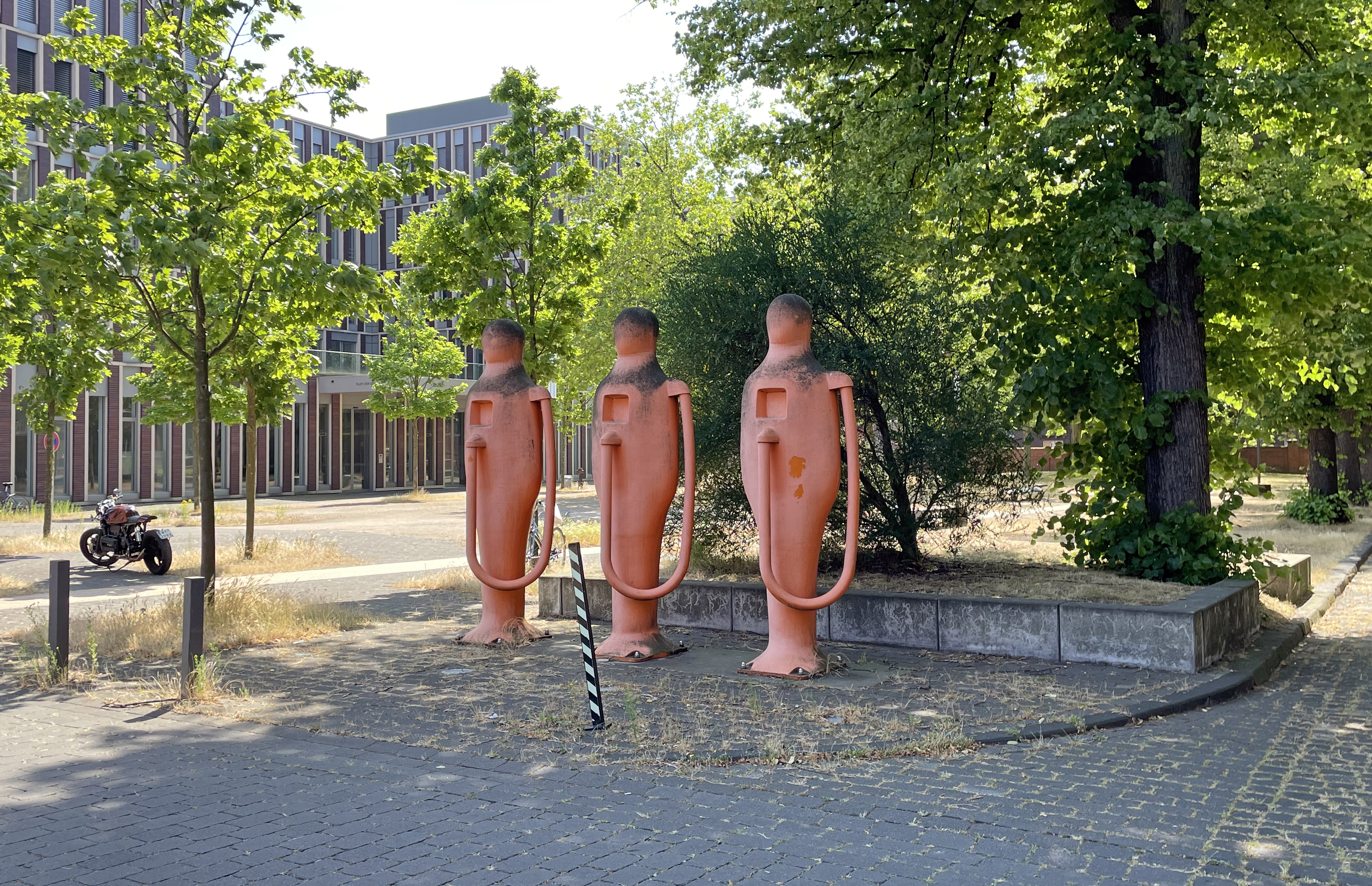
Tankmal, Platz der Ideen, Düsseldorf-Derendorf (2023)

### Einzelausstellungen
- 1993: Neue Arbeiten: Galerie Andy Jllien, Zürich (CH)
- 1995: Freidimensional: Galerie Andy Jllien, Zürich (CH)
- 1998: Vorgefertigt: IG-Halle, Rapperswil (CH)
- 2000: EVA (extravehicular activity): Galerie Schedler, Zürich (CH)
- 2001: EVA 2: Galerie Schedler, Zürich (CH)
- 2003: My Private Space Program: American Association for the Advancement of Science (AAAS), Washington (USA)
- 2008: Achtung Figurativ!: Haus für Kunst Uri, Altdorf (CH)
- 2009: Max Grüter: Gluri Suter Huus, Wettingen (CH)
- 2010: Par accident: Les Halles, Porrentruy (CH)
- 2012: "Erdtaucher", "Kosmonautenherz": Künstlerverein Malkasten, Düsseldorf (DE)

### Gruppenausstellungen
- 1984: Plastik-Plastik: Kunsthaus Oerlikon, Zürich (CH)
- 1991: Wann also wird's kritisch mit der Kunst?: Helmhaus, Zürich (CH)
- 2001: All Design: Leben im schwerelosen Raum: Museum für Gestaltung, Zürich (CH)
- 2001: Höchstleistung: Shed im Eisenwerk, Frauenfeld (CH)
- 2003/04: Friendly Fire: Shedhalle, Frauenfeld / Pfalzgalerie, Kaiserslautern / The Gus Fisher Gallery, Auckland (CH, DE, NZ)
- 2004: Seegang: Kulturfonds, Horgen (CH)
- 2005: Construktion/Dekonstruktion: Allianz, Berlin (DE)
- 2008: Tierisch, wenn der Mensch auf den Hund kommt: Haus für Kunst Uri, Altdorf (CH)
- 2010: Am schönsten ist das Gleichgewicht, kurz bevor's zusammen bricht: Haus für Kunst Uri, Altdorf (CH)
- 2011: Der Traum vom Fliegen: Gluri Suter Huus, Wettingen (CH)
- 2011: Jetzt Kunst: Marzili Bad, Bern (CH)
- 2012: Lichtsensibel: Aargauer Kunsthaus, Aarau (CH)
- 2012: Meteorologies mentales - Collection Andreas Züst: Centre culturel suisse, Paris (FR)
- 2013: Showroom: Kunsthalle Luzern, Luzern (CH)
- 2014: Mission O-14: Ostrale'012, Dresden (DE)
- 2016: DALL’ALTRA PARTE – mit zeitgenössischer Kunst auf den San Gottardo: Haus für Kunst Uri, Altdorf / Strohbaracke, Göschenen / Fondazione Sasso San Gottardo, Gotthard-Passhöhe (CH)

### Werke im öffentlichen Raum
- 1997 bis 2024: Tankmal: Werbeagentur Grey, Düsseldorf (D)
- 2008: Bubentraum: Haus für Kunst Uri, Altdorf (CH)
- 2009: Himmelsruderer: Kulturfonds Horgen (CH)
- 2011: Zauberwort: Gurtis, Vorarlberg (AT)
- 2014: Alltagsakrobat: Glattbrugg (CH)
- 2015: Hinkelstein am Bau: Horgen (CH)
- 2016: Springinsfeld: Möhlin (CH)

## Publikationen
- Max Grüter. Houston, I am a problem!, Ausst. Kat. "Max Güter. Achtung Figurativ!", Haus für Kunst Uri, Altdorf, 13. September – 23. November 2008, mit Beiträgen von Lisa Parks, Karlheinz Pichler und Barbara Zürcher, hrsg. von Stephan Witschi [et al.], Zürich: Edition Stephan Witschi, 2008.
- Konstruktion / Dekonstruktion. Frederik Foert. Max Grüter, Ausst. Kat. Kunstallianz 1 Berlin, 26. August – 30. Oktober 2008, Berlin: Allianz Versicherungs-AG, 2005.
- Friendly Fire. Stefan Demary. Max Grüter. Euan Macdonald. Ben Morieson. Roman Signer, Ausst. Kat. Pfalzgalerie Kaiserslautern, 16. Januar – 14. März 2004, mit Beiträgen von Britta E. Buhlmann und Leonhard Emmerling, Bielefeld: Kerber, 2004.
- Nachschub 01. Roland Adlassnigg (A). Ines Agostinelli (A). Bella Angora (A). Com&Com (CH). Christian Falsnaes (DK). H.R. Fricker (CH). Max Grüter (CH). Oliver Hangl (A). Herbert Meusburger (A). Norbert Möslang (CH). Victorine Müller (CH). Rudolf Tschudin (CH), Ausst. Kat. ÖBB-Remise, Feldkirch, 18. Juni – 4. Juli 2004, Bregenz: artCore, 2004.
- Weltraumdisco; in: "Lettre International: Europas Kulturzeitung", Berlin: Lettre International, Nr. 100, Frühjahr 2013.
- Max Grüter. Tankmal, Ausst. Kat. Werbeagentur Grey, Düsseldorf, 18.–30. November 1997, Text von Marco Füchslin, Düsseldorf: Werbeagentur Grey, 1997.
- Ex und andere Plastiken von Max Grüter, Text von Alexandre-Michel Hoster, Zürich: Edition Herbszt, 1991.
- Stefanie Kasper: Grüter, Max. In: Allgemeines Künstlerlexikon. Die Bildenden Künstler aller Zeiten und Völker (AKL). Band 63, Saur, München u. a. 2009, ISBN 978-3-598-23030-1, S. 419.